# Levutė
Levutė ist ein litauischer weiblicher Vorname. Die männliche Form ist Levutis.

## Herkunft und Bedeutung
Der Vorname ist eine weibliche Form des männlichen slawischen Vornamens Lev. „Levutė“ ist ein Kosename.

## Namensträger
- Levutė Staniuvienė (* 1958), litauische Politikerin, Vizeministerin